# Miotoxina
Las Miotoxinas son pequeños péptidos encontrados en el veneno de determinadas serpientes como en el de las serpientes de cascabel. Los venenos de las serpientes son mezclas complejas de proteínas y péptidos, cationes inorgánicos
y pequeñas cantidades de metales. Algunos también contienen hidratos de carbono (glucoproteínas), lípidos y aminas biógenas, mientras que otros incluyen aminoácidos libres.
Los venenos de serpientes contienen al menos 25 enzimas, aunque ningún veneno está constituido por todas ellas. 
Muchas especies de serpientes venenosas secretan toxinas que inducen necrosis de músculo esquelético (mionecrosis), las cuales contribuyen a digerir la presa y causan un significativo daño al tejido en los
accidentes por envenenamiento en humanos. Estas toxinas son muy frecuentes y abundantes en los venenos de vipéridos.
La primera miotoxina identificada y aislada era crotamina — del veneno de C. d. terrificus, una serpiente de cascabel tropical — que fue descubierta por el científico Brasilero José Gonçalves Moura en la década de 1950.
Las acciones biológicas de la toxina, su estructura molecular y el gen responsable de su síntesis fueron descubiertas en las últimas dos décadas.

## Mecanismo de toxicidad
Su mecanismo de toxicidad es un mecanismo no-enzimático que conduce a una necrosis muscular aguda, causando parálisis y, finalmente, la muerte. También pueden actuar modificando los canales de sodio voltaje dependientes.
Se ha postulado que estas toxinas actúan sobre la membrana de células musculares, aunque el lugar exacto de unión es desconocido. Algunos datos estructurales y farmacológicos sugieren la presencia en la miotoxina de un dominio para el daño de la membrana, probablemente formado por la combinación de residuos básicos e hidrofóbicos. También refieren que la miotoxina de B. asper afecta la integridad de la membrana plasmática, ya que induce un rápido incremento en el plasma de los niveles de creatina kinasa, y produce además una elevación de la concentración de calcio citosólico. Sin embargo, el mecanismo que conduce a la pérdida del control de la regulación del ion calcio es un aspecto aún desconocido.  También se cree que las miotoxinas pueden actuar modificando los canales de sodio voltaje-dependientes.

## Metabolismo
La toxina libre, no unida a la membrana plasmática, se elimina mediante opsonización vía sistema retículo-endotelial (principalmente en riñón e hígado) o se degrada a través de las proteasas de los lisosomas.

## Efectos
Las miotoxinas causan necrosis muscular aguda, conduciendo a una parálisis y finalmente la muerte debido a la parálisis del diafragma. Se sugiere que las lesiones musculares se originan a consecuencia de la isquemia local resultante de la acción hemorrágica.

## Síntomas
Las mordeduras de vipéridos, a nivel local, producen dolor local,inflamación, edema, descoloración de la piel y equimosis (cardenales). A nivel sistémico, como se ha mencionado antes, provocan una parálisis que puede desembocar en la muerte.

## Clasificación
Las miotoxinas de serpientes se han clasificado de acuerdo con sus propiedades bioquímicas y toxicológicas en:
- 1. Cardiotoxinas de venenos de elápidos.[8]
- 2.Toxinas básicas y de bajo peso molecular (42-45 aminoácidos) denominadas miotoxinas pequeñas.[8]
- 3. Toxinas hemorrágicas que inducen daño muscular de forma indirecta, posiblemente asociado a fenómenos de isquemia.[8]
- 4. PLA2 neurotóxicas que son también miotóxicas.[8]

### Cardiotoxinas de venenos de elápidos
Las cardiotoxinas son un grupo de polipéptidos básicos presentes en algunos venenos de elapídeos.
Estas toxinas inducen una gran variedad de efectos farmacológicos, tales como hemólisis directa y contracción del músculo esquelético; además, poseen efectos cardiotóxicos y citotóxicos.
Bioquímicamente, las cardiotoxinas presentan cierta similitud con las neurotoxinas de acción post-sináptica aisladas de venenos elapídeos. Sin embargo, las cardiotoxinas contienen una mayor cantidad de lisinas y de aminoácidos hidrofóbicos
Diversos estudios bioquímicos señalan que las cardiotoxinas actúan a nivel de membranas. Se ha propuesto que inicialmente estas toxinas se unen a las membranas mediante fuerzas electrostáticas no covalentes; posteriormente, la porción hidrofóbica de la toxina penetra la matriz lipídica de la membrana y esto trae como consecuencia la pérdida de la organización macromolecular de la membrana.
Si se acepta que las cardiotoxinas son capaces de alterar estructural y funcionalmente las membranas debido a la interacción de una porción hidrofóbica de la toxina con la matriz lipídica de las membranas biológicas, entonces es posible explicar las consecuencias patológicas de esta interacción en las células del músculo esquelético. Al perder la membrana la capacidad para regular la permeabilidad de iones y macromoléculas se daría un influjo de calcio que activaría una serie de mecanismos degradativos. 
Las cardiotoxinas son polipéptidos básicos capaces de desorganizar la estructura de las membranas, siendo su acción miotóxica una consecuencia de la alteración drástica que las mismas inducen en el sarcolema del músculo esquelético.

### Toxinas básicas y de bajo peso molecular (miotoxinas pequeñas)
Grupo formado por proteínas básicas compuestas de 42 a 45 residuos de aminoácidos. Ejemplos de estas proteínas son la crotamina de Crotalus durissus terrzficus y la miotoxina a de Crotalus v. viridis.
Las miotoxinas básicas de bajo peso molecular crotamina y miotoxina a actúan específicamente en los canales de sodio del sarcolema, induciendo un influjo de sodio que trae como consecuencia despolarización y contracción muscular y vacuolización del retículo sarcoplásmico.

### Toxinas hemorrágicas
Las toxinas hemorrágicas presentes en los venenos de serpiente de la familia Viperidae son metaloproteinasas que contienen zinc, capaces de inducir un rápido sangrado local. Las enzimas de alto peso molecular se clasifican como metaloproteinasas con dominios tipo desintegrina y ricas en cisteína. Estas enzimas tienen una potente actividad proteolítica sobre las proteínas de la matriz extracelular.
Estudios recientes han demostrado que, además de ser hemorrágicas, son capaces de inducir necrosis del músculo esquelético a consecuencia de la isquemia local resultante de la acción hemorrágica .Es necesario efectuar más estudios morfológicos y bioquímicos para demostrar si efectivamente las toxinas hemorrágicas son capaces de inducir miotoxicidad como efecto secundario a la isquemia tisular. 
Dos componentes hemorrágicos (toxina hemorrágica b y viriditoxina) poseen actividad miotóxica, habiéndose sugerido que este efecto es una consecuencia de la isquemia tisular resultante de la acción hemorrágica de estos componentes.

### Miotoxinas PLA2neurotóxicas
Son componentes abundantes en los venenos bothrópicos y crotálicos. Inducen daños irreversibles en el músculo.
La PLA2  cataliza la hidrólisis dependiente de calcio del enlace éster 2-acil, produciendo ácidos grasos libres y lisofosfolípidos. Las PLA2 se distribuyen en los venenos de elápidos, vipéridos, crotálidos, serpientes de mar y diversas culebras.
Los venenos de elápidos contienen múltiples toxinas que presentan la capacidad de actuar sobre la unión neuromuscular. Algunas de estas son PLA2 que interfieren presinápticamente con la liberación de acetilcolina, constituyendo las toxinas más letales de estos venenos. Dichas PLA2s también ejercen una potente acción miotóxica, por lo que estos envenenamientos combinan la neurotoxicidad presináptica con la miotoxicidad. En los vipéridos también pueden encontrarse algunas PLA2s miotóxicas con alta neurotoxicidad, tales como la crotoxina del veneno de Crotalus durissus terrificus

#### Actividad catalítica de PLA2
La actividad catalítica de las PLA2 es dependiente de la unión al calcio, el cual sirve como un cofactor. El ácido aspártico en la posición 49 (Asp49) es altamente conservado, jugando un papel crucial en la estabilización del estado intermedio de transición tetrahédrico en las PLA2 catalíticamente activas. El B carboxilato del Asp49 interacciona con los oxígenos carbonilo de los residuos Tyr28, Gly30 y Gly32, 2 moléculas de agua y el calcio. Además, la His48 y el Asp99 participan en la catálisis ya que la His48 extrae un protón de la molécula de agua, por lo que la enzima adquiere carga positiva, o sea que realiza el ataque nucleofílico por lo que dicha carga se estabiliza con uniones de hidrógeno con el Asp99.